# Thiên sứ

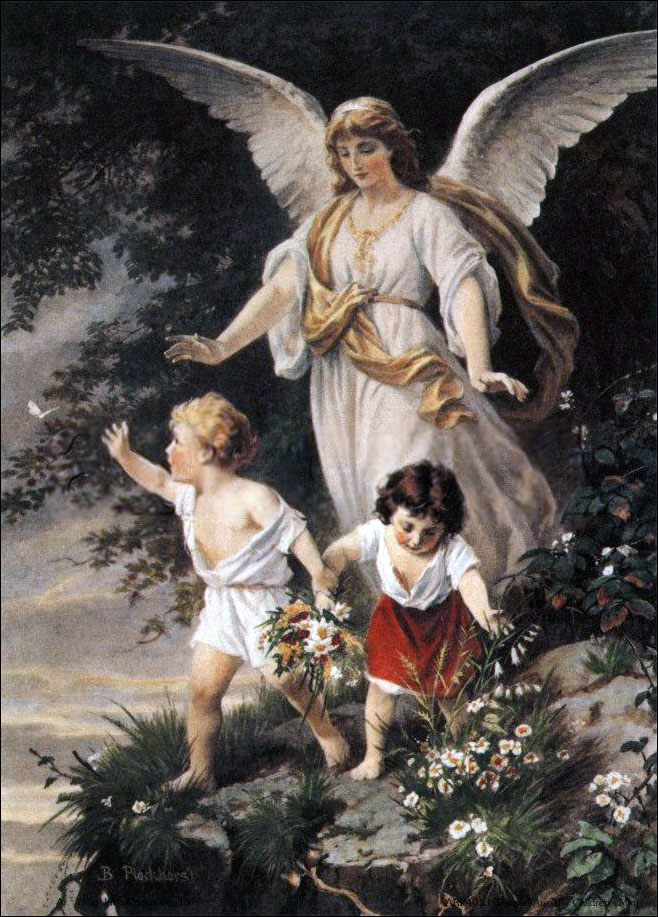
Bức Schutzengel của Bernhard Plockhorst mô tả một thiên sứ hộ mệnh đang trông chừng hai đứa trẻ.

Thiên sứ (tiếng Anh: Angel) là những thực thể siêu nhiên phục vụ Thiên Chúa được tìm thấy trong nhiều tôn giáo hữu thần. Theo niềm tin của ba tôn giáo chính thuộc nhất thần giáo, các thiên sứ thường thi hành nhiệm vụ của các sứ giả là kết nối Thiên đàng với nhân giới, họ hướng dẫn, bảo vệ nhân loại và là bề tôi trung thành của Thiên Chúa.
Các thiên sứ trong nghệ thuật thường có hình dáng giống con người với vẻ đẹp phi thường, dù điều này không phải lúc nào cũng đúng. Đôi khi, họ được miêu tả một cách đáng sợ và vô nhân đạo. Họ thường được xác định trong tác phẩm nghệ thuật Kitô giáo với đôi cánh to lớn cùng quầng hào quang trên đầu và phát ra ánh sáng thần thánh.

## Từ nguyên

### Trong tiếng Anh
Từ angel trong tiếng Anh có nguồn gốc từ tiếng Anh cổ engel (thay a đọc g) rồi qua tiếng Latinh angelus, từ này lại đến từ tiếng Hy Lạp cổ ἄγγελος ángelos, nghĩa là "sứ giả", nhà ngôn ngữ học Beekes tin rằng từ này có nguồn gốc Ba Tư cổ "liên quan đến ἄγγαρος *angaros, chức vụ sang sứ của người Ba Tư" cũng từ tiếng Akkad 𒂊𒄈𒌅 (egirtu) chỉ một thoả thuận đối với các vị thần bằng một tấm bảng đất sét vào thời cổ đại (xem Giáp cốt văn hay chữ hình nêm). Một từ trong tiếng Hebrew có nghĩa gần nhất với ángelos là מלאך, mal'ach trong Từ điển Strong (Strong's Concordance) cũng có nghĩa là "sứ giả".

### Trong tiếng Việt
Thiên sứ trong tiếng Việt được dịch lần đầu từ những văn bản từ điển Việt-Bồ-La qua các giáo sĩ người Bồ Đào Nha từ hội Dòng Tên, viết bằng chữ Hán là 天使, bao gồm chữ Thiên (天) trong Thiên đàng và chữ Sứ (使) trong Sứ giả. Vậy Thiên sứ mang nghĩa đen là "sứ giả từ thiên đàng". Trong một số tài liệu, thiên sứ cũng được gọi là "thiên thần", nhưng tên gọi này không đúng lắm vì thiên sứ không phải là một vị thần.

## Thiên sứ học
Thiên sứ học (angelology) là một nhánh gần gũi với thần học, tuy Thiên sứ học không phải là Thần học (Theology), nghiên cứu về hệ thống đẳng cấp của thiên sứ, sứ giả hoặc các quyền lực trên chốn khinh không, chủ yếu quan hệ với Do Thái giáo (gọi hệ thống này là kaballistic), dù vẫn thường bị lãng quên.

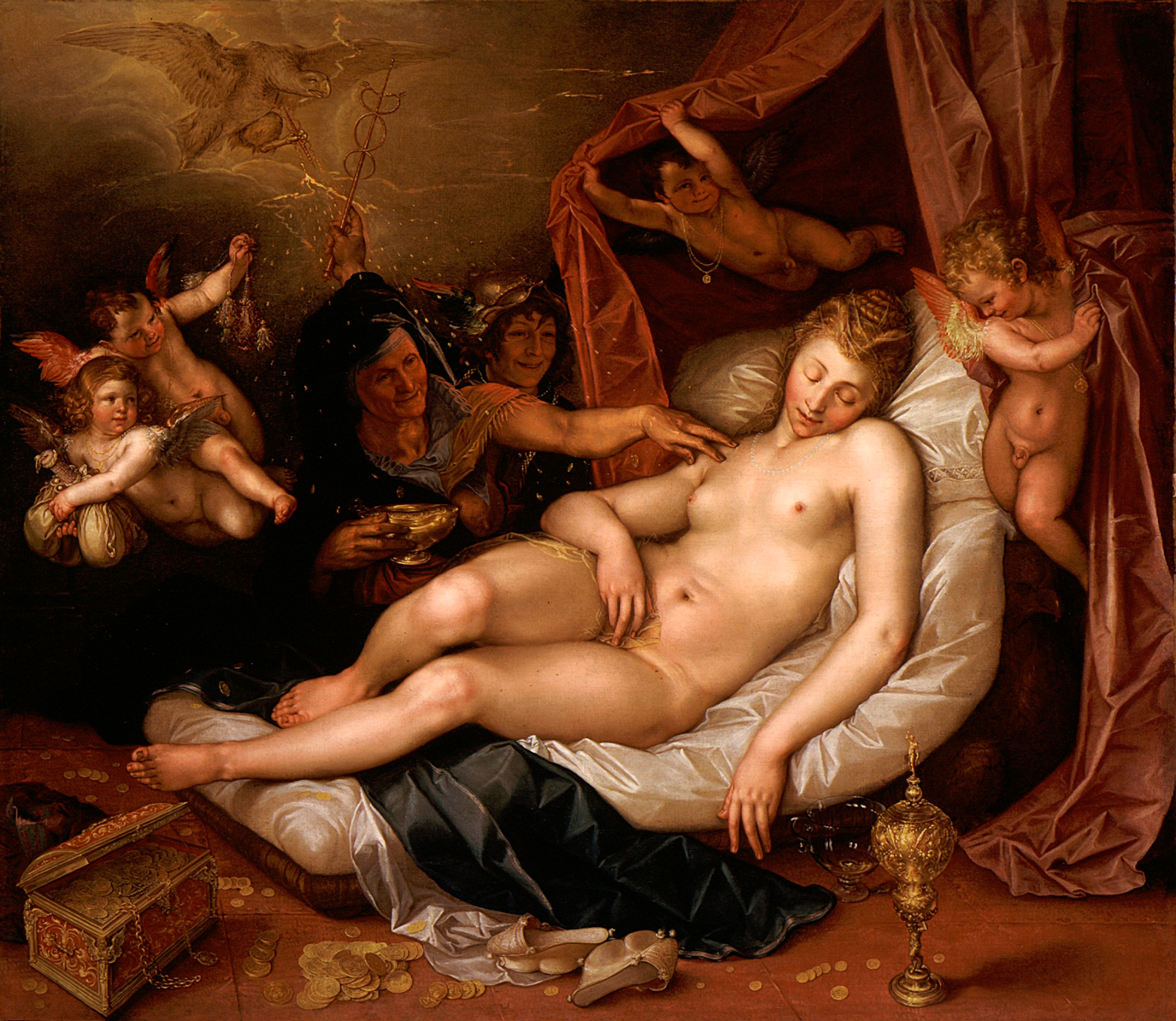
Các vị Thiên sứ nhỏ đang bay quanh một phụ nữ

Có những người tin rằng đạo Zoroastra có ảnh hưởng trên thiên sứ học của Do Thái giáo, như vậy cũng ảnh hưởng trên thiên sứ học của Cơ Đốc giáo, do có những yếu tố của đạo Zoroastra xuất hiện trong Do Thái giáo sau khi dân tộc Israel tiếp xúc với nền văn minh Ba Tư trong thời kỳ lưu đày ở Babylon, trong đó Satan được xem là kẻ đứng đầu các quyền lực tội ác trong sự đối đầu với Thiên Chúa (so sánh Satan với Angra Mainyu, cũng gọi là Ahriman, trong đức tin Zoroastra, chống nghịch Ahura Mazda, thần linh tối thượng). Danh hiệu"Vua của sự tối tăm"dành cho Satan có thể có nguồn gốc từ đức tin Zoroastra.
Ngược lại, có những nhà phê bình bày tỏ xác tín rằng Do Thái giáo và Cơ Đốc giáo đã có ảnh hưởng trên đạo Zoroastra. Họ cho rằng những điểm tương đồng như đã thấy giữa Zoroastra và Giê-su, cũng như trong các nhân tố khác, là sản phẩm của những thầy tư tế trong nỗ lực tôn cao Zoroastra và ngăn cản tín đồ đạo Zoroastra quay sang các tôn giáo khác.

## Thiên sứ trong KinhTanakh(Cựu Ước)
Tên trong Kinh Thánh của thiên sứ, מלאך ("malakh"), có ý nghĩa sâu xa hơn khi được thêm vào danh xưng của Thiên Chúa như"thiên sứ của Chúa", hoặc"thiên sứ của Thiên Chúa"(Zechariah 12.8 – "Trong ngày đó, Chúa sẽ làm đấng bảo hộ của dân cư Jerusalem, và trong ngày đó kẻ rất yếu trong vòng chúng nó sẽ như David, nhà David sẽ như Thiên Chúa, sẽ như thiên sứ của Chúa ở trước mặt chúng nó."). Có những danh xưng khác dành cho thiên sứ như"Các con trai của Thiên Chúa"(Sáng thế ký 6.4; Job 1. 6).
Theo Do Thái giáo, danh xưng Elohim chỉ dành riêng cho một Thiên Chúa duy nhất; song có những lúc Elohim (thế lực), bnē 'Elohim, bnē Elim, (các con trai của thần linh) (ngụ ý các thực thể thuộc thế giới thần linh) được dùng để chỉ các thực thể có quyền năng lớn. Dần dà được dùng để chỉ những thực thể siêu nhiên, khác với Yahweh (Đức Giê-hô-va tức Thiên Chúa) và vì vậy, là thực thể cấp thấp và hoàn toàn phục tùng Ngài (Sáng thế ký 6.2; Job 1.6; Thi thiên 8.5).
Thiên sứ đôi khi được gọi là"đấng thánh (Zechariah 14.5) và"đấng canh giữ"(Daniel 4.13 – "Ta nhìn xem những sự hiện thấy trong đầu ta, khi ta nằm trên giường, và này, có một đấng thánh canh giữ từ trên trời xuống,") cũng được gọi là"thiên binh"(Phục truyền luật lệ ký 17.3 – "...đi hầu việc và quỳ lạy các thần khác, hoặc mặt trời, Mặt Trăng, hay là cả thiên binh - tức là điều ta không dạy bảo;") hoặc là"Tướng đạo binh của Yahweh"(Joshua 5.14 – "Người đáp: Không, bây giờ ta đến làm tướng đạo binh của Yahweh.")
Các thiên sứ thường được nối kết với các vì tinh tú. YHWH (Yahweh tức Thiên Chúa) luôn phân biệt Ngài với các thiên sứ, do đó, Moses (Mô-sê hoặc Môi-se) cấm dân Hebrew (Do Thái cổ) thờ lạy"thiên binh".

### Hình dạng của thiên sứ

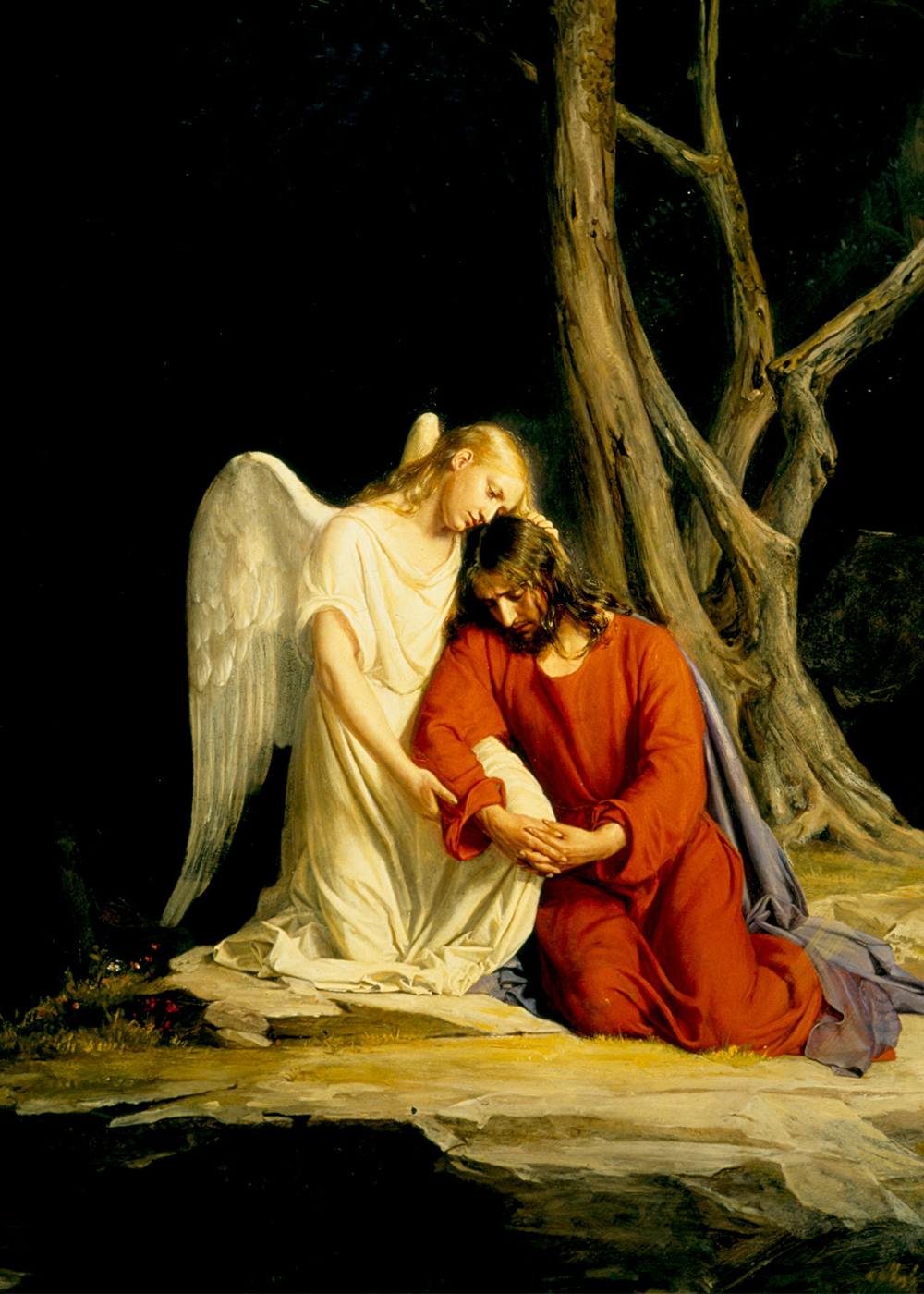
Họa phẩm của Carl Heinrich Bloch về Thiên sứ và Chúa Jesus

Trong Kinh Thánh Hebrew, thiên sứ thường xuất hiện trong hình dạng con người, và người ta thường không nhận ra thiên sứ (Sáng thế ký 18.2; Các Quan xét 6. 21,22; Xuất Ai Cập ký 3.2). Là những thực thể siêu nhiên, thiên sứ có thể mang hình dạng loài người, thích ứng với sứ mạng thực thi. Thiên sứ có thể cầm gươm trần hoặc các loại vũ khí khác (Dân số ký 22. 23; Joshua 5. 13; Ezekiel 9. 2). Có một thiên sứ thi hành sự trừng phạt được đề cập ở 1Sử ký 21. 16,30 "David ngước mắt lên, thấy thiên sứ của Chúa đứng giữa lưng trời, tay cầm gươm đưa ra trên Jerusalem". Sách Daniel có nhắc đến một thiên sứ "mặc vải gai, chung quanh lưng thắt đai bằng vàng ròng U-pha. Mình người như bích ngọc; mặt người như chớp, và mắt như đuốc cháy; tay và chân như đồng đánh bóng, và tiếng nói như tiếng đám đông" (Daniel 10. 5,6).
Hình tượng này của thiên sứ tương tự như sự miêu tả dành cho Chúa Giê-Su trong sách Khải Huyền. Người ta tin rằng thiên sứ có cánh (Daniel 9. 21 – "Gabriel, người mà ta đã thấy trong sự hiện thấy đầu tiên, được sai bay mau đến gặp ta độ lúc dâng lễ chiều hôm") theo sự mô tả trong hội họa Cơ Đốc, Do Thái và Zoroastra, theo đó, các thiên sứ thường có vầng hào quang. Thiên sứ thường được tin là có quyền năng và đáng sợ, khôn ngoan và thấu suốt mọi điều trên đất, sáng suốt trong phán đoán, thánh khiết mặc dù là không phải không thể sa ngã. (Thi thiên 103. 20; 2Samuel 14. 17, 20; 19. 27; Zechariah 14. 5; Job 4. 18; 25. 2). Thiên sứ được cho là có liên quan đến các sứ mạng đặc biệt như"thiên sứ cứu nạn","kẻ truyền giải","thiên sứ huỷ diệt","sứ giả của giao ước","thiên sứ đứng chầu Thiên Chúa", cũng có"một nhóm thiên sứ ác"(Sáng thế ký 48. 16; 33. 23; 2Samuel 24. 16; Malachi 3.1; Isaiah 63. 9; Thi thiên 78. 49).

## Quan điểm Cơ Đốc giáo

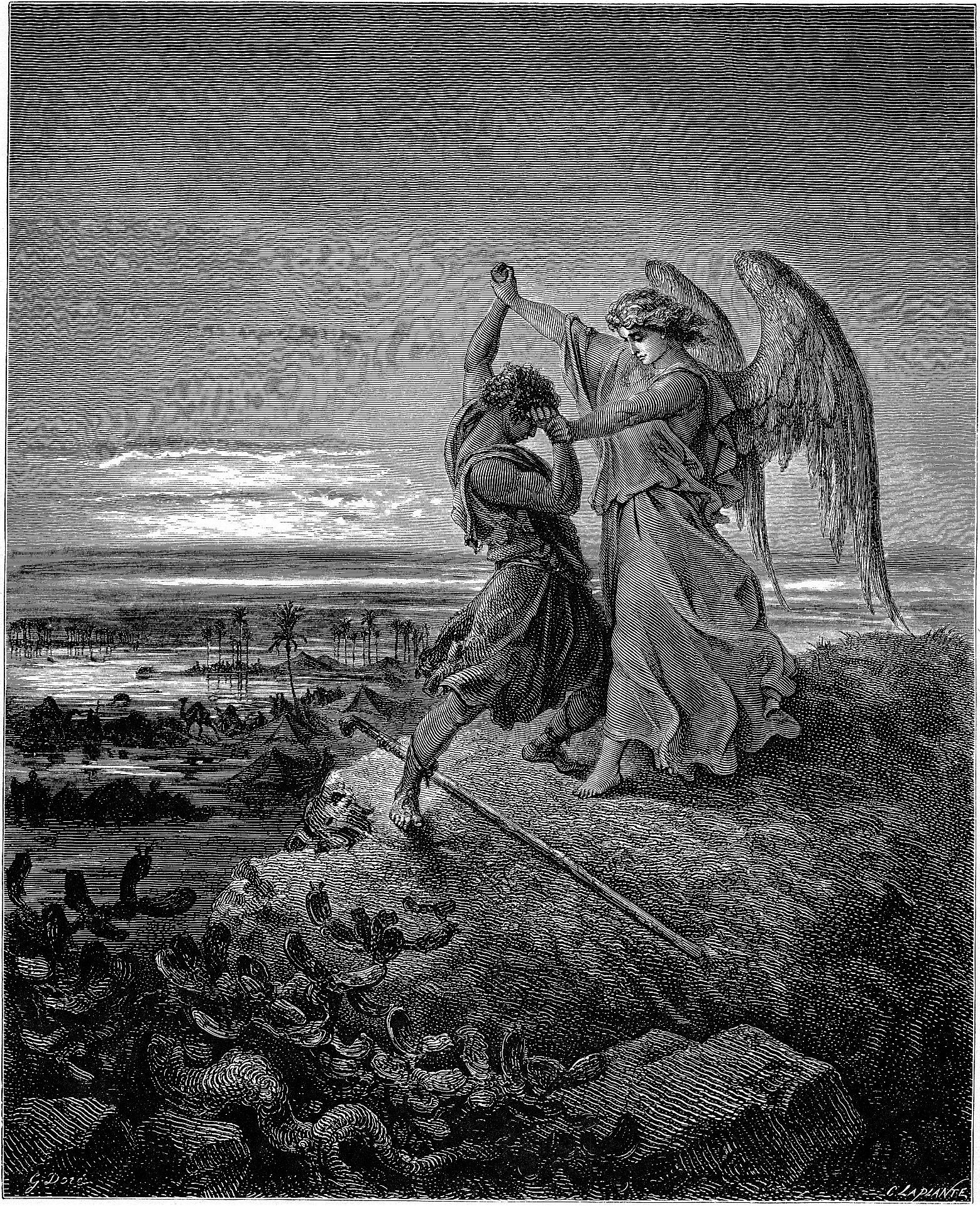
Jacob vật lộn với thiên sứ - Gustave Doré, (1855).

Trong Tân Ước thiên sứ thường xuất hiện như là những sứ giả đem mặc khải đến từ Thiên Chúa như khi hiện đến cho Thánh Giuse (Joseph), cho Chúa Giê-su, cho Maria , cho Phê-rô; Chúa Giê-su cũng nói về các thiên sứ thi hành nhiệm vụ ở sách Mác-cô 8.38 và Mác-cô 13.27, có lần ngài đã ngụ ý rằng họ không kết hôn. Tân Ước không nói nhiều về thứ bậc của thiên sứ, nhưng có những ám chỉ về điều này. Sự phân biệt giữa thiên sứ thiện và thiên sứ ác được thừa nhận. Các thiên sứ thiện như Gabriel, Metratron, và Michael. Các thiên sứ ác như Beelzebul, Samael và Apollyon. Có những thứ bậc trong hàng ngũ thiên sứ cũng được nhắc đến, thiên sứ trưởng Michael. Các thiên sứ của Bảy Hội thánh vùng Tiểu Á đã được mô tả trong Khải Huyền 1-3. Đây có lẽ là những thiên sứ bảo vệ, đại diện cho các hội thánh cũng giống như các thiên sứ trong sách Daniel đại diện cho các dân tộc.
Thiên sứ trưởng Gabriel hiện ra cùng Đức Mẹ Maria trong vai trò truyền thống của một sứ giả tỏ cho Đức Mẹ biết con của bà là đấng Cứu thế[Messiah hoặc Savior theo tiếng Anh], các thiên sứ khác cũng hiện ra để báo tin về sự ra đời của hài nhi Giê-su. Trong Matthew 28.2 một thiên sứ hiện ra tại mộ của Chúa Giê-su, làm lính gác La Mã kinh khiếp, lăn tảng đá ở cửa mộ, và bảo cho những phụ nữ đến thăm mộ biết về sự phục sinh của Chúa Giê-su ("Và này, đất rúng động dữ dội, vì có thiên sứ của Chúa ở trên trời xuống, đến lăn hòn đá mà ngồi ở trên."). Trong Phúc âm Máccô 16.5, khi các phụ nữ này vào bên trong ngôi mộ trống họ thấy một thiên sứ được miêu tả như là"một người trẻ tuổi". Theo ký thuật của Phúc âm Luca 24.4, có hai thiên sứ hiện ra khi những phụ nữ này đã vào bên trong ngôi mộ; ở đây các thiên sứ được miêu tả mặc áo"sáng như chớp". Tương tự, Phúc âm Gioan 20.12 thuật lại rằng Mary nói chuyện với"hai thiên sứ mặc áo trắng"ngồi trong mộ Chúa Giê-su.
Khi Chúa Giê-su về trời, có hai thiên sứ hiện ra và báo rằng Ngài sẽ trở lại (Công vụ 1. 10,11). Khi Phê-rô (Peter - Tiếng Anh) bị bắt giam, một thiên sứ khiến lính gác ngủ mê, giải thoát ông khỏi xiềng xích và đưa ông ra khỏi nhà giam (Công vụ 12. 7-8).Trong sách Khải Huyền, các thiên sứ thi hành nhiều nhiệm vụ khác nhau, trong đó có việc chầu quanh Ngai Thiên Chúa và ca hát chúc tụng: "Thánh thay, thánh thay, thánh thay".
Các thiên sứ thường khi xuất hiện trong hình dạng loài người, mặc dù các nhà thần học cho rằng thiên sứ không có thân xác, nhưng có thể hoá thân. Seraphim được miêu tả trong Kinh Thánh là có sáu cánh toả sáng từ bên trong. Từ cuối thế kỷ thứ 4, người ta hình dung các thiên sứ xuất hiện với đôi cánh, một cách giải thích dễ hiểu cho khả năng di chuyển của thiên sứ đến từ thiên đàng. Khả năng này được ngụ ý trong Kinh Thánh. Các nhà thần học kinh viện cho rằng các thiên sứ có thể lập luận và di chuyển cực nhanh. Những người này cũng dạy rằng thiên sứ là những nhân tố trung gian của một số năng lực, hoặc là năng lực tự nhiên của vũ trụ như lực quay của các hành tinh hoặc lực chuyển động của các vì sao. Thiên sứ được ban cho những khải tượng phước hạnh, hoặc sự hiểu biết thấu suốt về Thiên Chúa.
Mặc dù các bản tín điều không nhắc đến một học thuyết chính thức nào về thiên sứ, trong thời trung cổ, các tư tưởng tôn giáo thường chịu ảnh hưởng bởi tác phẩm Phẩm hàm các Thiên thể (Celestial Hierachy) của một tác giả ẩn danh vào thế kỷ thứ 5 hoặc của các tác giả viết theo văn phong của Dionysius the Areopagite. Người theo thuyết Bất khả tri có khuynh hướng bác bỏ sự hiện hữu của thiên sứ, hoặc cho đó là điều không thể biết. Song, theo nguyên lý về tính liên tục, cần có những thực thể trung gian giữa loài người và Thiên Chúa.
Một số truyền thống Cơ Đốc cho rằng các thiên sứ được tổ chức vào ba thứ bậc chính, rồi có những thứ bậc nhỏ hơn nữa, có đến chín cấp bậc thiên sứ. Dựa vào Phẩm hàm các Thiên thể mà có: Thiên sứ, Trưởng thiên sứ, Principatus, Potestates, Virtutes, Dominationes, Thrones, Cherubim và Seraphim. Trong các phẩm hàm này, Cherubim và Seraphim là thân cận nhất với Thiên Chúa, trong khi các Thiên thần và trưởng thiên sứ hoạt động tích cực trong tiếp xúc với loài người; tuy nhiên có một số truyền thống cho rằng các trưởng thiên sứ có phẩm hàm cao nhất, và con số các trưởng thiên sứ cũng ít hơn các thiên thể khác.
Một số truyền thống trong Cơ Đốc giáo cho rằng thiên sứ giữ các vai trò đặc biệt trong đời sống tín hữu. Người Công giáo tin rằng có thiên thần bảo hộ cho mỗi người ngay khi vừa chào đời.
Phổ biến trong cộng đồng Kháng Cách (Protestant), Anh giáo và Công giáo là niềm tin cho rằng danh hiệu"Thiên sứ của Đức Giê-hô-va"là dành cho Chúa Giê-su trước khi ngài hoá thân thành người.
Ngày nay, quan điểm về sự hiện hữu của thiên sứ vẫn được chấp nhận rộng rãi trong vòng các giáo phái thuộc Cơ Đốc giáo.
Satan (còn gọi là Lucifer) và ma quỷ, theo quan điểm Cơ Đốc, là các thiên sứ phản loạn chống nghịch Thiên Chúa và bị đuổi khỏi Thiên đàng. Cơ Đốc giáo không công nhận sự hiện hữu của thần linh nào khác ngoài Thiên Chúa, nên các trường phái thần học xem những thiên sứ ác này là những thực thể phản loạn chống lại Ba Ngôi và dối trá tự nhận mình là các thần linh.
Quan điểm Cơ Đốc về đời sau tin rằng linh hồn của những người công chính sau khi chết sẽ lên Thiên đàng và được biến hoá trở nên giống các thiên sứ. Kinh Thánh ký thuật lời của Chúa Giê-su miêu tả người được cứu sau khi phục sinh sẽ trở nên giống như thiên sứ trong các vấn đề liên quan đến hôn nhân và sự sống vĩnh cửu, "...song những người đã được kể đáng dự phần đời sau và đáng từ kẻ chết sống lại, thì không lấy vợ gả chồng. Bởi vì họ sẽ không chết được nữa, vì giống như các thiên sứ, và là con của Thiên Chúa, tức là con của sự phục sinh." (Luca 20. 35-36). Sứ đồ Phao-lô cũng đề cập đến sự hoá thân này, "Này là sự mầu nhiệm tôi tỏ cho anh em: Chúng ta không ngủ hết, nhưng hết thảy đều sẽ biến hoá" (1Côr. 15.51), Phao-lô cho biết các thánh đồ sẽ"xét đoán các thiên sứ"(1Cor 6. 3).